# Украинский Национальный Совет Западно-Украинской Народной Республики
Украинский Национальный Совет Западно-Украинской Народной Республики (укр. Українська Національна Рада Західноукраїнської Народної Республіки) — законодательный орган ЗУНР, парламент украинцев Австро-Венгрии.

## История

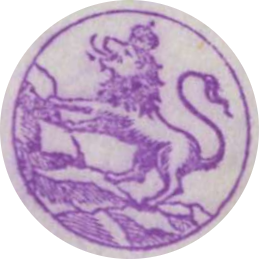
Печать Украинского Национального Совета.

Перед Первой мировой войной значительная часть украинских земель находилась в составе Австро-Венгрии. После поражения Австро-Венгрии и Германии в Первой мировой войне начался распад Австро-Венгрии. 7 октября 1918 года Регентский совет в Варшаве заявил о плане восстановления независимости Польши, и 9 октября польские депутаты австрийского парламента приняли решение об объединении в составе Польши бывших земель Речи Посполитой, включая Галицию. В ответ на это уже на следующий день (10 октября) украинская фракция во главе с Евгением Петрушевичем приняла решение созвать во Львове Украинский национальный совет (УНС) — парламент украинцев Австро-Венгрии.
Возник УНС 18-19 октября 1918 года для претворения права на самоопределение украинских земель после распада Австро-Венгерской монархии, решением Национального представительского собрания (присутствовало около 500 человек), проведенного во Львове в помещении Народного Дома.
Председателем его считался Петрушевич, ведший однако дипломатическую работу в Вене; фактически же на месте работу вела Галицийская делегация совета во главе с Костем Левицким. Совет провозгласил своей целью создание украинского государства на территории Галиции, Буковины и Закарпатья.
В состав собрания входили все украинские депутаты обеих австрийских палат (Палаты депутатов и Палаты господ), краевых сеймов Галиции и Буковины, представители епископата, по три представителя украинских партий от этих земель; кроме того, кооптирован ряд выдающихся беспартийных специалистов, представителей молодежи, выбранных от повятов и городов, а также представителям национальных меньшинств, которые этим правом не воспользовались. Всего Совет (Рада) состояла из 150 членов (планировалось — 226, из них (пропорционально проценту от общего количества населения) украинцы — 160, поляки — 33, евреи — 27, немцы — 6).

Опорой Совета были украинские национальные части австрийской армии — полки сечевых стрельцов. В то же время поляки, составлявшие 25 % населения спорных территорий, но привыкшие считать всю Галицию польской землёй, надеялись на её присоединении к Польше. Созданная в Кракове польская ликвидационная комиссия (для польских областей империи) намеревалась переехать во Львов и там провозгласить присоединение к возрождённой Польше польских провинций Австро-Венгрии (Малой Польши и Галиции).

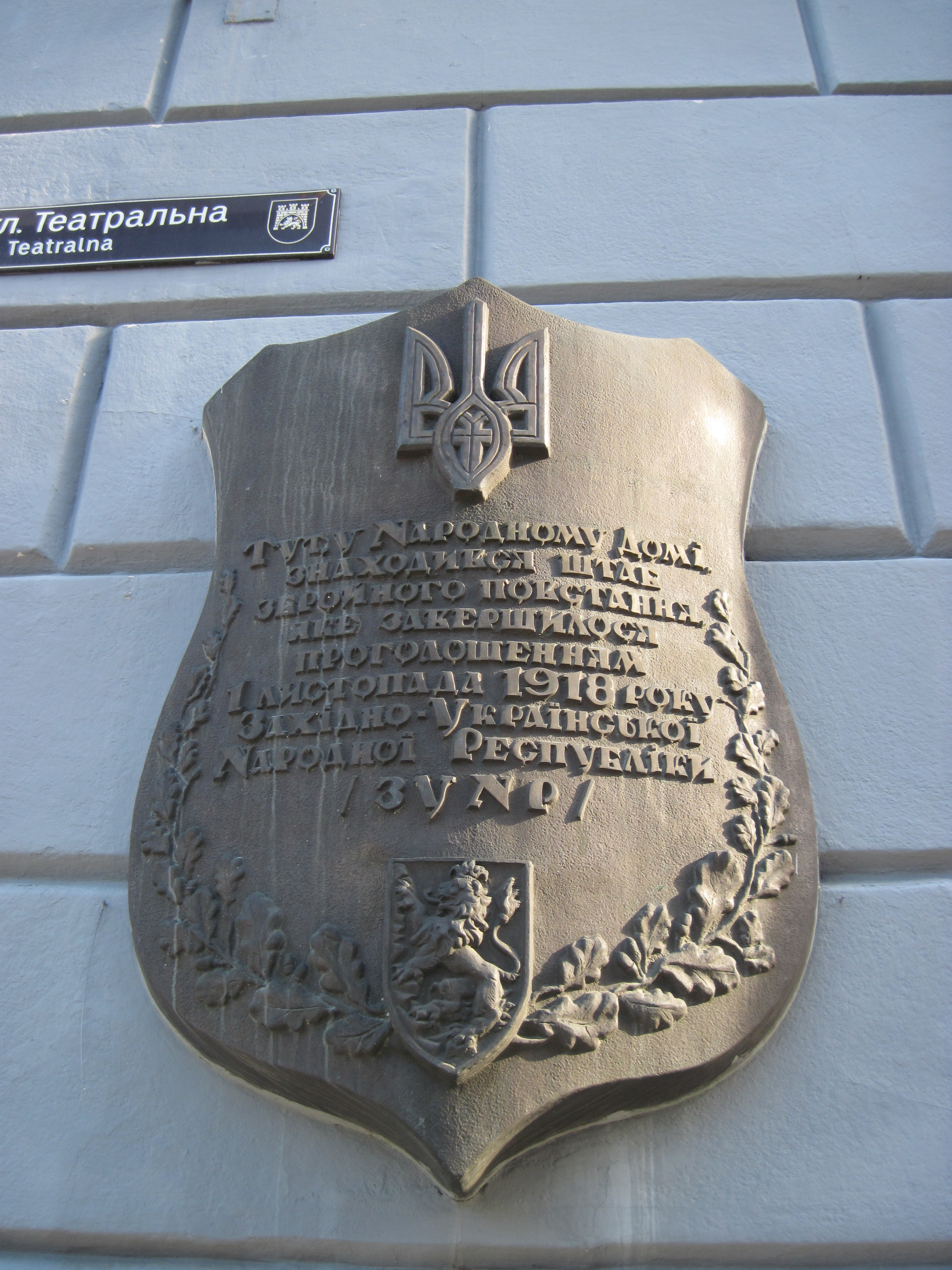
Мемориальная доска, посвящённая провозглашению ЗУНР

Провозглашение украинского государства было намечено на 3 ноября. Однако известие о планах краковской комиссии заставило украинцев поспешить.
19 октября 1918 года была провозглашена Прокламация Украинского Национального Совета, в которой говорилось о создании Украинского государства на украинских этнических землях в составе Австро-Венгрии, необходимость подготовки Конституции, в которой признавалось за национальными меньшинствами, которые должны были избрать в УНС своих представителей, права на национально-культурную автономию.
31 октября 1918 года состоялось экстренное заседание Совета, созванное после получения информации об отказе австрийского наместника Карла фон Гуйн передать власть её представителям и после прибытия в Львов 1 ноября польской ликвидационной комиссии. Члены УНС решили ждать распоряжения из Вены. Против этого решительно выступил Дмитрий Витовский, предупреждая, что «… завтра украинцы могут быть … бессильны против польской преимущества … если этой ночью … не возьмём Львов, то завтра его наверное захватят поляки.»
В ночь на 1 ноября 1918 года части сечевых стрельцов (украинские национальные части в австрийской армии) провозгласили власть УНС во Львове, Станиславе, Тернополе, Золочеве, Сокале, Раве-Русской, Коломые, Снятыне и Печенежине. В то же время во Львове началось восстание поляков.
Австрийский губернатор во Львове передал власть вице-губернатору Владимиру Децкевичу, признанному УНС. 3 ноября УНС издал манифест о независимости Галиции. УНС принял декларацию о создании украинского государства на территории Галиции, Буковины и Закарпатья (хотя реально власть ЗУНР так и не была распространена ни на всю восточную Галицию, ни на территорию Закарпатья и Буковины).
9 ноября 1918 Украинский Национальный Совет утвердила провозглашение Западно-Украинской Народной Республики (ЗУНР).